# Église Saint-Sylvestre de Bevagna
Pour les articles homonymes, voir église Saint-Sylvestre.
L'église Saint-Sylvestre (Chiesa di San Silvestro en italien) est une église romane située à Bevagna, ville italienne de la région d'Ombrie.

## Localisation
L'église Saint-Sylvestre se dresse sur la place Silvestri face à la cathédrale Saint-Michel et à côté du Palais des Consuls érigé au XIIIe siècle en style gothique. Devant elle se trouve une fontaine refaite au XIXe siècle en style roman.

## Historique
L'église a été édifiée en 1195 par le maître Binello, qui a également édifié, avec Rodolfo, la cathédrale Saint-Michel située juste en face.

## Architecture extérieure

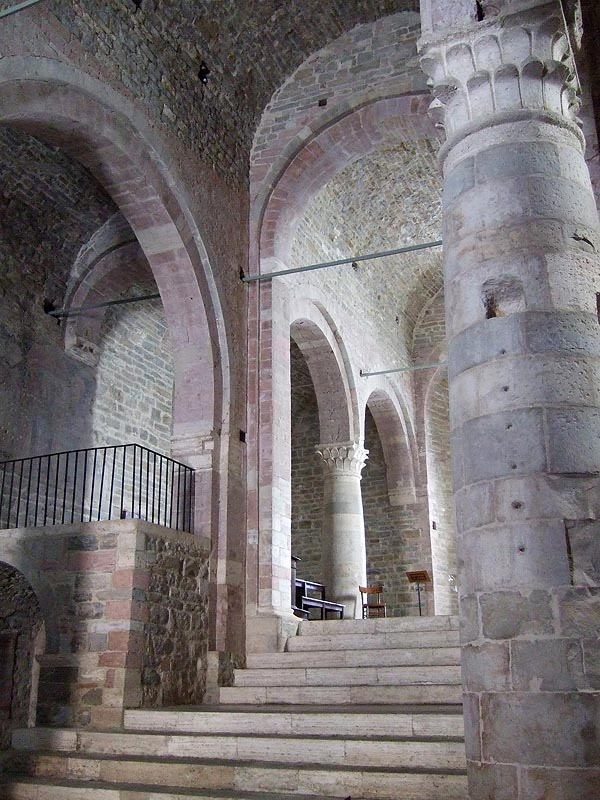
L'intérieur

Tout comme la cathédrale Saint-Michel, dont la façade principale est orientée au sud-est, l'église Saint-Sylvestre présente une orientation assez rare puisque sa façade est orientée au nord-ouest.

### La façade
La façade romane, incomplète et de petites dimensions, est édifiée en pierres blanches et roses. Elle est ornée d'un beau portail possédant une archivolte à double voussure. 
Ce portail est surmonté d'une petite galerie de trois baies séparées par des colonnettes à chapiteau. De part et d'autre de cette galerie on trouve une paire de petites baies géminées ornées de colonnes torsadées.
Au-dessus de cette galerie, la façade est couronnées d'une corniche ornée de billettes et de motifs zoomorphes.

### Le chevet
Le chevet est orné d'une abside semi-circulaire haute et étroite, ornée de bandes lombardes intégrant non des lésènes mais des colonnes engagées.

## Architecture intérieure
L'intérieur est divisé en trois nefs. La nef centrale, voûtée en berceau, est séparée des collatéraux par des colonnes surmontées de chapiteaux aux motifs végétaux très stylisés.
La travée de chœur, voûtée en berceau, et l'abside semi-circulaire, voûtée en cul-de-four, sont plus élevées que la nef car elles sont situées au-dessus de la crypte.
Cette crypte comporte deux travées et est recouverte de voûtes d'arêtes reposant sur deux puissants piliers centraux.